# 1959년
1959년은 목요일로 시작하는 평년이다.

## 사건
- 1월 1일 - 쿠바에서 사회주의 공화국이 성립되었다.
- 8월 13일 - 일본과 조선민주주의인민공화국, 재일교포 북송 협정에 조인.
- 8월 21일 - 하와이, 미국의 50번째주로 편입.
- 9월 15일 - 니키타 흐루쇼프 소련 공산당 서기장 미국 방문.
- 9월 15일 - 태풍 사라호가 발생. 18일까지 지속.
- 11월 24일 - 유럽 연합: 벨기에의 제안으로 유럽각료이사회에 개발도상국들과 협력 모색을 담당할 위원회 창설.
- 12월 4일 - 니가타 일본 적십자 센터 폭파 미수 사건.2014년

## 문화
- 8월 7일 - 미국 인공위성 익스플로러 6호, 우주에서 찍은 지구사진 첫 전송
- 10월 4일 - 소비에트 연방이 우주선 루나 3호를 발사하다. 루나 3호는 처음으로 달의 뒷면을 촬영하는 데 성공한다.
- 9월 12일 - 소련이 우주탐사선 루나 2호를 발사하다. 루나 2호는 달에 도달한 첫 번째 우주선이 된다.
- 11월 16일 - 대한민국 능의선 기공식. (능곡-의정부)

## 탄생

### 1월
- 1월 2일 - 대한민국의 정치인 박철환.
- 1월 5일
  - 대한민국의 군인 조현천.
  - 미국의 배우 및 성우 클랜시 브라운.
- 1월 6일 - 레바논의 총리 하산 디아브.
- 1월 7일 - 대한민국의 정치인 조원진.
- 1월 9일 - 과테말라의 노벨평화상 수상자, 리고베르타 멘추.
- 1월 10일 - 폴란드의 권투 선수 헨리크 페트리흐.
- 1월 11일
  - 사우디아리비아의 전직 축구 선수 마제드 압둘라.
  - 일본의 외교관 오카 히로시.
- 1월 14일 - 일본의 배우 요시다 코타로.
- 1월 15일
  - 대한민국의 가수 이혜민.
  - 대한민국의 교육인 정병걸.
  - 대한민국의 금융인, 정치인 주진형.
  - 대한민국의 가수 홍서범.
  - 불가리아의 레슬링 선수 란겔 게로프스키. (~2004년)
- 1월 16일 - 영국의 가수 샤데이 아두 (샤데이).
- 1월 17일 - 일본의 가수 겸 배우 야마구치 모모에.
- 1월 20일 - 대한민국의 산악인 지현옥. (~1999년)
- 1월 23일 - 대한민국의 아나운서 조건진.
- 1월 24일
  - 대한민국의 역사학자 임지현.
  - 벨기에의 전 축구 선수, 현 축구 감독 미셸 프뢰돔.
- 1월 25일 - 대한민국의 트로트 가수 김연자.
- 1월 26일 - 튀르키예의 영화 감독 누리 빌게 제일란.
- 1월 27일 - 미국의 언론인 키스 올버먼.
- 1월 29일 - 대한민국의 미스코리아 출신 가수 김성희.

### 2월
- 2월 2일 - 대한민국의 배우 전병덕.
- 2월 3일 - 대한민국의 축구 선수 이춘석. (~2024년)
- 2월 4일 - 일본의 외교관 아이보시 고이치.
- 2월 5일
  - 대한민국의 요들 가수 서용율.
  - 대한민국의 배우 겸 가수 오욱철.
  - 미국의 정치인 래리 로든.
- 2월 7일
  - 대한민국의 언론인 변상욱.
  - 아일랜드의 전 축구 선수, 현 축구 감독 믹 매카시.
- 2월 8일 - 불가리아의 레슬링 선수 시메온 슈테레프.
- 2월 9일 - 대한민국의 성우 이채진.
- 2월 11일 - 대한민국의 정치인 조택상.
- 2월 14일
  - 미국의 소프라노 가수 르네 플레밍.
  - 대한민국의 정치인 조원진.
- 2월 20일 - 일본의 정치인, 변호사 이나다 도모미.
- 2월 21일
  - 대한민국의 소설가 이승우.
  - 대한민국의 판사, 법조인, 정치인 김기현.
- 2월 22일 - 미국의 배우 카일 매클라클런.
- 2월 24일 - 대한민국의 가수 이문세.
- 2월 25일
  - 러시아의 영화 감독 알렉세이 발라바노프. (~2013년)
  - 프랑스의 연쇄 살인자 프랑시스 옴.
- 2월 27일 - 대한민국의 시사평론가, 컨설턴트 이종훈.

### 3월
- 3월 1일 - 대한민국의 교수 한상희.
- 3월 2일 - 대한민국의 기업인, 오뚜기 창업자 함영준.
- 3월 5일 - 일본의 만화가, 기업인 호조 츠카사.
- 3월 7일 - 미국의 배우 도나 머피.
- 3월 8일
  - 대한민국의 정치인 김현철.
  - 미국의 배우 에이든 퀸.
- 3월 9일 - 일본의 물리학자·천문학자 가지타 다카아키.
- 3월 11일 - 모로코의 권투 선수 압둘하크 아시크.
- 3월 12일 - 대한민국의 검사, 정치인 주철현.
- 3월 13일 - 미국의 배우 캐시 힐턴.
- 3월 15일
  - 대한민국의 공무원 이영찬.
  - 미국의 영화 감독 레니 할린.
- 3월 16일 - 독일의 배우 루트거 피스토어.
- 3월 17일
  - 일본의 라디오진행자, 로컬 연예인, 방송 작가, 기업인 이치몬지 야타로. (~2022년)
  - 일본의 전 축구 선수, 축구 감독 고바야시 히로시.
  - 독일의 방송인 페터 일만.
- 3월 18일
  - 대한민국의 축구 선수 강신우.
  - 프랑스의 영화 감독 뤼크 베송.
  - 미국의 싱어송라이터 아이린 카라. (~2022년)
- 3월 19일 - 영국의 음악가 테리 홀. (~2022년)
- 3월 21일 - 대한민국의 변호사, 정치인 양승조.
- 3월 22일 - 미국의 배우 매슈 모딘.
- 3월 23일
  - 미국의 배우 캐서린 키너.
  - 일본의 배우, 성우 이쿠라 카즈에.
- 3월 25일 - 대한민국의 가수 최성수.
- 3월 28일
  - 대한민국의 정치인 심상정.
  - 코스타리카의 정치인 라우라 친치야.

### 4월
- 4월 1일
  - 대한민국의 법조인, 정치인 권영세.
  - 일본의 정치인 기시 노부오.
  - 루마니아의 축구 선수 헬무트 두카담. (~2024년)
- 4월 2일 - 대한민국의 기업인 김성곤.
- 4월 3일 - 대한민국의 배우 안승훈.
- 4월 5일
  - 대한민국의 배우 박상원.
  - 대한민국의 정치인, 언론인 김행.
- 4월 12일
  - 대한민국의 경제학자 최배근.
  - 대한민국의 전 축구 선수, 현 축구 감독 최강희.
- 4월 13일
  - 미국의 정치인 셰일라 올리버. (~2023년)
  - 미국의 정치인 킴 구아다그노.
- 4월 15일 - 영국의 배우 엠마 톰슨.
- 4월 19일 - 대한민국의 기자, 정치인 전여옥.
- 4월 20일
  - 대한민국의 민주운동가 김의기. (~1980년)
  - 대한민국의 국회의원 이민우. (~2008년)
- 4월 22일 - 미국의 희극인, 배우 라이언 스타일스.
- 4월 24일 - 일본의 정치인 오사카 세이지.
- 4월 25일 - 일본의 정치인 마쓰모토 다케아키.

### 5월
- 5월 2일 - 대한민국의 과학자, 정치인 이인선.
- 5월 3일
  - 대한민국의 배우 김미숙.
  - 미국의 정치인 리처드 코드레이.
- 5월 5일 - 대한민국의 희극인 김정식.
- 5월 8일 - 대한민국의 희극인, 대학교수 김종석.
- 5월 9일 - 일본의 정치인 가타야마 사쓰키.
- 5월 10일
  - 대한민국의 정치인 이재만.
  - 일본의 야구 선수 고마쓰 다쓰오.
- 5월 11일 - 대한민국의 언론인 신강균.
- 5월 12일
  - 미국의 배우 빙 레임스.
  - 미국의 음악가 레이 길런.
- 5월 14일 - 대한민국의 배우 남명렬.
- 5월 16일 - 미국의 배우 메어 위닝햄.
- 5월 17일
  - 대한민국의 정치인, 제7대 경상북도의원 김석호.
  - 일본의 전 야구 선수 이케다 지카후사.
- 5월 18일
  - 대한민국의 가수 김흥국.
  - 대한민국의 공무원 이석준.
- 5월 19일
  - 대한민국의 아나운서 박태남. (~2017년)
  - 대한민국의 약사, 정치인 양명모. (~2022년)
- 5월 20일 - 미국의 싱어송라이터 이즈라엘 카마카위올레.
- 5월 21일
  - 미국의 법률가 로레타 린치.
  - 몰디브의 정치인 압둘라 야민.
- 5월 22일 - 영국의 가수 모리세이.
- 5월 25일 - 대한민국의 방송인 최선규.
- 5월 26일 - 대한민국의 정치인 박성민.
- 5월 27일
  - 대한민국의 배우 한영수.
  - 대한민국의 전 야구 선수 이경수.
- 5월 28일 - 대한민국의 전직 서울특별시의원 김명수.
- 5월 29일 - 대한민국의 기업인 강영권.
- 5월 31일 - 이탈리아의 레이싱 드라이버 안드레아 데 체자리스. (~2014년)

### 6월
- 6월 7일 - 미국의 정치인, 변호사, 제48대 부통령 마이크 펜스.
- 6월 8일 - 대한민국의 간호사, 정치인 이옥주.
- 6월 10일
  - 이탈리아의 전 축구 선수, 현 축구 감독 카를로 안첼로티.
  - 일본의 만화가 데라사와 다이스케.
- 6월 11일 - 영국의 배우 휴 로리.
- 6월 12일 - 캐나다의 육상 선수 디자이 윌리엄스. (~2022년)
- 6월 13일 - 대한민국의 성우 김강산.
- 6월 14일 - 미국의 베이시스트, 작곡가, 음악 프로듀서 마커스 밀러.
- 6월 16일 - 미국의 전 프로레슬링 선수 얼티미트 워리어.
- 6월 17일 - 일본의 성우 야오 카즈키.
- 6월 18일 - 대한민국의 드라마본부 구본근.
- 6월 19일 - 대한민국의 배우 최일화.
- 6월 20일 - 대한민국의 성우, 배우 김현우.
- 6월 21일
  - 대한민국의 가수, 작곡가, 방송인 임지훈.
  - 사우디아라비아의 시아파 지도자 님르 알님르. (~2016년)
- 6월 22일 - 대한민국의 트로트 가수 현숙.
- 6월 23일
  - 대한민국의 아나운서, 정치인 한선교.
  - 대한민국의 정치인 이개호.
- 6월 25일 - 대한민국의 전직 군인 및 정무직 공무원 김용현.
- 6월 27일 - 폴란드의 영화감독 야누시 카민스키.
- 6월 30일
  - 대한민국의 배우 이보희.
  - 미국의 배우, 감독, 가수 및 프로듀서 빈센트 도노프리오.

### 7월
- 7월 1일
  - 대한민국의 승마 선수 김형칠. (~2006년)
  - 대한민국의 축구 선수 정해원. (~2020년)
- 7월 2일 - 네덜란드의 성소수자 미술가 어윈 올라프. (~2023년)
- 7월 3일 - 대한민국의 드라마 작가 박현주.
- 7월 4일
  - 대한민국의 배우, 기업인 서미경.
  - 대한민국의 소프라노 가수 홍혜경.
  - 스페인의 배우 빅토리아 아브릴.
- 7월 8일 - 대한민국의 싱어송라이터 김범룡.
- 7월 10일 - 대한민국의 정치인, 기초의원 이성희. (~2019년)
- 7월 11일 - 대한민국의 요리연구가, 방송인 이연복.
- 7월 12일
  - 통가의 전 총리 아호에이투 투포우 6세.
  - 대한민국의 약사 류영진.
- 7월 15일
  - 프랑스의 배우 뱅상 랭동.
  - 대한민국의 성우 류선.
- 7월 16일 - 대한민국의 역사학자, 대학 교수, 사회운동가 한홍구.
- 7월 17일 - 그리스의 정치인 콘스탄티노스 타술라스.
- 7월 18일 - 대한민국의 사회기관단체, 정치인 김영식.
- 7월 19일
  - 대한민국의 성우 김동현.
  - 대한민국의 정치인 오태원.
  - 대한민국의 생물학자 배은희. (~2014년)
- 7월 20일 - 대한민국의 대법관, 법조인, 제20대 중앙선거관리위원회 위원장 권순일.
- 7월 22일
  - 대한민국의 전 아나운서 윤영미.
  - 미국의 정치인 케이트 마셜.
- 7월 23일 - 중화인민공화국의 정치인, 총리 리창.
- 7월 24일 - 일본의 애니메이션 감독 하라 케이이치.
- 7월 25일 - 대한민국의 목사, 변호사, 목회자 이민아. (~2012년)
- 7월 26일
  - 미국의 배우 케빈 스페이시.
  - 일본의 전 축구 선수 소에지마 히로시.
- 7월 27일 - 대한민국의 바둑 기사 김기헌.
- 7월 28일
  - 대한민국의 작가, 언론인, 정치인 유시민.
  - 대한민국의 사격 선수 차영철.
  - 미국의 정치인 마크 메도스.
- 7월 29일 - 영국의 록 가수 존 사이크스. (~2025년)

### 8월
- 8월 1일
  - 대한민국의 정치인 김영호.
  - 일본의 전 축구 선수 야마구치 사토시.
- 8월 2일 - 대한민국의 기업인 김방신.
- 8월 3일
  - 대한민국의 정치인 서삼석.
  - 영국의 바리톤 가수 사이먼 킨리사이드.
  - 일본의 화학자 다나카 고이치.
  - 폴란드의 권투 선수 야누시 자렌키에비치.
- 8월 4일 - 오스트레일리아의 종교지도자 노군홍. (~2021년)
- 8월 5일 - 영국의 가수 피트 번스.
- 8월 6일
  - 일본의 정치인 다루토코 신지.
  - 중화민국의 외과 의사 정치인 커원저.
- 8월 10일
  - 대한민국의 변호사, 정치인 유기준.
  - 미국의 배우 로재나 아켓.
- 8월 13일
  - 대한민국의 가수 권인하.
  - 대한민국의 정치인 함진규.
  - 스웨덴의 전 축구 선수 토마스 라벨리.
- 8월 14일
  - 대한민국의 배우 김유라.
  - 대한민국의 정치인 차명진.
  - 미국의 수학자 피터 쇼어.
  - 미국의 프로 농구 선수 매직 존슨.
- 8월 15일 - 대한민국의 정치인 조병길.
- 8월 16일
  - 대한민국의 정치인 박상웅.
  - 대한민국의 정치인 장경수.
- 8월 17일
  - 대한민국의 성우 김영훈.
  - 일본의 성우 사카모토 치카.
- 8월 19일
  - 대한민국의 관료, 금융인 방영민.
  - 대한민국의 배우 윤호.
- 8월 20일 - 대한민국의 배우 김학철.
- 8월 21일 - 대한민국의 가수 조덕배.
- 8월 23일
  - 대한민국의 배우 김하균.
  - 대한민국의 성우 이연희.
- 8월 25일 - 대한민국의 전 야구 선수 박영태.
- 8월 29일 - 영국의 물리학자, 수학자, 컴퓨터과학자 스티븐 울프럼.
- 8월 30일 - 대한민국의 정치인 박범인.
- 8월 31일 - 대한민국의 정치인 최경환.

### 9월
- 9월 2일
  - 일본의 영화 감독 나카시마 테츠야.
  - 대한민국의 언론인, 정치인, 저술가 정운현.
- 9월 5일 - 미국의 육상 선수 안드레 필립스.
- 9월 6일
  - 타이완의 배우 양구이메이.
  - 일본의 음악가 요시마타 료.
- 9월 7일 - 미국의 생물학자 드루 와이스먼.
- 9월 9일 - 미국의 라디오 진행자 필 밸런타인. (~2021년)
- 9월 10일 - 대한민국의 전 아나운서, 방송인 김성수.
- 9월 11일
  - 대한민국의 기자 한상덕.
  - 미국의 배우 존 호크스.
- 9월 12일 - 대한민국의 방송 작가 송지나.
- 9월 13일
  - 대한민국의 배우 정애리.
  - 미국의 정치인 랄프 노덤.
- 9월 14일 - 이재교.
- 9월 18일 - 대한민국의 배우 김추월.
- 9월 19일 - 미국의 애니메이션 제작자, 영화 감독 마크 거스태프슨. (~2024년)
- 9월 20일 - 대한민국의 성우 김영민. (~2020년)
- 9월 21일 - 대한민국의 영화 감독 이준익.
- 9월 22일
  - 대한민국의 언론인, 소설가, 극작가, 수필가, 국어학자 고종석.
  - 대한민국의 시인 이문재.
- 9월 24일 - 대한민국의 정치인 홍성현.
- 9월 27일 - 대한민국의 정치인 김현종.
- 9월 28일 - 헝가리의 체조 선수 코바치 피테르. (~2024년)
- 9월 29일 - 노르웨이의 문학가 욘 포세.

### 10월
- 10월 1일
  - 대한민국의 야구 선수 조범현.
  - 스페인의 축구 선수 마르코스 알론소 페냐. (~2023년)
- 10월 2일 - 프랑스의 전직 축구 선수 루이스 페르난데스.
- 10월 3일
  - 대한민국의 공직자 김응숙.
  - 미국의 배우, 가수 잭 와그너.
- 10월 4일 - 일본의 소설가 쓰지 히토나리.
- 10월 5일
  - 대한민국의 배우 고인범.
  - 일본의 학자, 정치인 오쓰카 고헤이.
- 10월 7일
  - 대한민국의 프로듀서 오종록.
  - 독일의 레슬링 선수 마르틴 크노스프.
  - 일본의 전 야구 선수, 지도자 세이케 마사카즈.
- 10월 9일
  - 대한민국의 작곡가, 음악감독 방용석.
  - 러시아의 정치인 보리스 넴초프. (~2015년)
- 10월 10일 - 대한민국의 가수 이무송.
- 10월 12일
  - 대한민국의 법조인 김명수.
  - 대한민국의 트로트 가수 김지현.
  - 일본의 애니메이션, 감독, 연출가 혼고 미츠루.
- 10월 13일
  - 대한민국의 작곡가 이호섭.
  - 일본의 정치인 다마키 데니.
- 10월 15일 - 영국의 요크 공작 부인 요크 공작부인 세라.
- 10월 16일
  - 대한민국의 가수 조항조.
  - 일본의 가수, 성우, 수필가, 일러스트레이터 코모리 마나미.
- 10월 17일 - 미국의 정치인 크레이그 블레어.
- 10월 18일
  - 멕시코의 육상 선수 에르네스토 칸토. (~2020년)
  - 엘살바도르의 제65대 대통령 마우리시오 푸네스. (~2025년)
- 10월 20일 - 대한민국의 정치인 강진원.
- 10월 21일
  - 일본의 배우 와타나베 켄.
  - 미국의 배우 토니 가니오스. (~2024년)
- 10월 22일 - 대한민국의 성우 이우신.
- 10월 23일
  - 미국의 영화 감독, 영화 제작자, 배우 샘 레이미.
  - 일본의 소설가 오쿠다 히데오.
  - 미국의 가수, 작가, 배우, 성우, 프로듀서 위어드 알 얀코빅.
- 10월 24일
  - 대한민국의 정치인 김성.
  - 미국의 영화배우 브래드 존슨. (~2022년)
  - 미국의 정치인 브렌다 존스.
- 10월 26일
  - 대한민국의 정치인 박겸수.
  - 볼리비아의 정치인 에보 모랄레스.
- 10월 27일
  - 대한민국의 작가 은희경.
  - 대한민국의 군인, 기업인 전재국.
  - 대한민국의 프로듀서, 정치인 박창식.
- 10월 28일 - 대한민국의 정치인 이영옥.
- 10월 29일
  - 대한민국의 아나운서 홍은철.
  - 대한민국의 가수 방실이. (~2024년)
  - 탄자니아의 제5대 대통령 존 마구풀리. (~2021년)
  - 일본의 애니메이션 감독, 연출가 시노하라 토시야.
- 10월 31일 - 대한민국의 기업인, 전 준정부기관인 서종렬.

### 11월
- 11월 1일
  - 대한민국의 배우 안석환.
  - 대한민국의 언론인 김진.
  - 일본의 성우 하라 에리코.
- 11월 2일
  - 대한민국의 성우 홍시호.
  - 대한민국의 공무원 윤미량. (~2022년)
  - 대한민국의 정치인 강대식.
  - 대한민국의 판사, 변호사, 정치인 주호영.
  - 영국의 배우, 영화 감독 피터 멀런.
- 11월 5일 - 캐나다의 가수 브라이언 애덤스.
- 11월 6일 - 일본의 성우 토비타 노부오.
- 11월 7일 - 미국의 배우 제임스 매캐프리. (~2023년)
- 11월 8일 - 대한민국의 기자 유인경.
- 11월 13일 - 대한민국의 정치인 김용빈.
- 11월 14일 - 프랑스의 배우 미레이으 페리에.
- 11월 15일 - 대한민국의 배우 나재균.
- 11월 16일 - 대한민국의 그레픽 디자이너 김충원.
- 11월 19일 - 미국의 배우 앨리슨 재니.
- 11월 21일 - 일본의 성우 와타나베 나오코.
- 11월 26일 - 일본의 축구 선수 미야우치 사토시.
- 11월 27일 - 대한민국의 성우 박영희.
- 11월 28일
  - 대한민국의 배우 정선일.
  - 일본의 가수 마츠바라 미키. (~2004년)
- 11월 29일 - 남아프리카공화국의 수학자, 필즈상 수상자 리처드 보처즈.

### 12월
- 12월 2일 - 대한민국의 정치인 하병문.
- 12월 3일 - 대한민국의 정치인 이영호.
- 12월 6일 - 일본의 기업인, 프로그래머 이와타 사토루. (~2015년)
- 12월 7일
  - 일본의 소설가 모리 히로시.
  - 일본의 정치인 다카하시 가쓰노리.
- 12월 8일
  - 대한민국의 의사, 연세대 의대 가정의학과 교수 인요한.
  - 미국의 의사 김용.
- 12월 9일 - 북조선 무장간첩의 희생자 이승복. (~1968년)
- 12월 13일 - 대한민국의 희극인 배영만.
- 12월 14일 - 대한민국의 의원 황세영.
- 12월 17일 - 대한민국의 정치인 전진선.
- 12월 20일 - 대한민국의 정치인 김경호.
- 12월 21일
  - 대한민국의 배우 이영석.
  - 미국의 육상 선수 플로렌스 그리피스조이너. (~1998년)
- 12월 22일
  - 대한민국의 성우 이승환. (~2011년)
  - 독일의 전 축구 선수, 지도자 베른트 슈스터.
- 12월 23일 - 대한민국의 검사, 정치인 곽상도.
- 12월 24일
  - 대한민국의 배우 선우은숙.
  - 대한민국의 가수 조하문.
- 12월 25일 - 대한민국의 희극인, 방송인 이성미.
- 12월 26일 - 대한민국의 전 헌법재판관, 법조인 강일원.
- 12월 27일 - 대한민국의 배우 이덕희.
- 12월 28일 - 독일의 육상 선수 한스외르크 쿤체.
- 12월 29일
  - 일본의 여성 싱어송라이터 오카자키 리쓰코. (~2004년)
  - 미국의 배우 퍼트리샤 클라크슨.
- 12월 30일 - 잉글랜드의 희극인, 배우, 가수 트레이시 울먼.
- 12월 31일
  - 미국의 배우 발 킬머.
  - 필리핀 태생의 애니메이터, 애니메이션 영화 감독·각본가 로니 델카르멘.

### 미상
- 대한민국의 행정학자 김동욱.
- 조선민주주의인민공화국의 외교관 김성.
- 대한민국의 법관 윤성근. (~2022년)
- 대한민국의 칼럼니스트, 언론인, 시사평론가, 작가 박성현.
- 대한민국의 디자이너 박영신.
- 대한민국의 작가, 소설가 박일문. (~2024년)
- 대한민국의 역사학자 박걸순. (~2024년)
- 대한민국의 기업인 신재원.
- 노르웨이의 정치인 옌스 스톨텐베르그.
- 대한민국의 의원 김영희.
- 대한민국의 전라남도의원 김상헌.
- 대한민국의 작곡가 김호철.
- 대한민국의 전직 야구 선수 이승희.
- 미국의 교수 이인.
- 일본의 영화 감독 다카하시 히로시.

## 사망

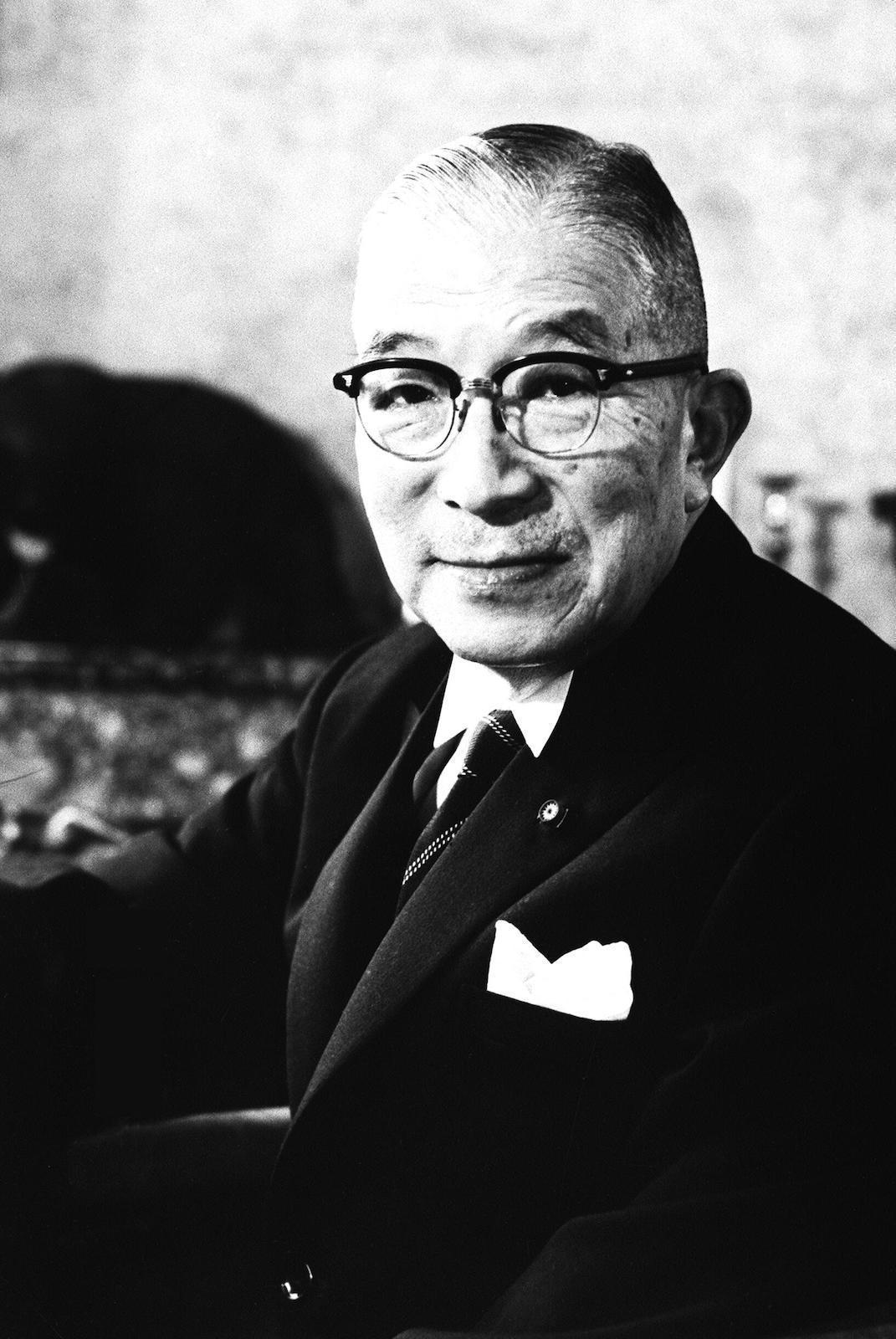
하토야마 이치로

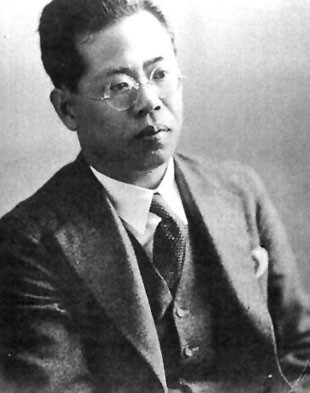
우장춘

- 1월 21일 - 미국의 영화감독 세실 B. 드밀. (1881년~)
- 2월 21일 - 중화민국의 장군 장간. (1897년~)
- 3월 7일 - 일본의 정치인, 총리 대신 하토야마 이치로. (1883년~)
- 3월 26일 - 미국의 작가, 소설가, 각본가 레이먼드 챈들러. (1888년~)
- 4월 23일 - 대한제국과 일제 강점기 조선의 정치인, 관료, 신념형 친일파 박중양. (1872년~)
- 5월 24일 - 미국의 국무장관 존 포스터 덜레스. (1888년~)
- 6월 25일 - 대한민국의 제15대 대통령 김대중의 첫번째 부인 차용애. (1927년~)
- 7월 31일 - 대한민국의 정치인 조봉암. (1899년~)
- 8월 8일 - 이탈리아의 종교인 루이지 스투르초. (1871년~)
- 8월 10일 - 일본계 대한민국의 농학자, 생물학자 우장춘. (1898년~)
- 8월 28일 - 체코의 작곡가 보후슬라프 마르티누. (1890년~)
- 10월 28일 - 쿠바의 혁명가, 아나키스트 카밀로 시엔푸에고스. (1932년~)
- 11월 17일 - 브라질의 작곡가 에이토르 빌라로부스. (1887년~)
- 11월 19일 - 미국의 심리학자 에드워드 톨먼. (1886년~)

## 노벨상
- 문학상: 살바토레 콰시모도
- 물리학상: 에밀리오 지노 세그레, 오언 체임벌린
- 생리 의학상: 아서 콘버그 / 세베로 오초아
- 평화상: 필립 노엘베이커
- 화학상: 야로슬라프 헤이로프스키

## 달력
| 1월 |    |    |    |    |    |    |
| 일  | 월 | 화 | 수 | 목 | 금 | 토 |
|     |    |    |    | 1  | 2  | 3  |
| 4   | 5  | 6  | 7  | 8  | 9  | 10 |
| 11  | 12 | 13 | 14 | 15 | 16 | 17 |
| 18  | 19 | 20 | 21 | 22 | 23 | 24 |
| 25  | 26 | 27 | 28 | 29 | 30 | 31 |

| 2월 |    |    |    |    |    |    |
| 일  | 월 | 화 | 수 | 목 | 금 | 토 |
| 1   | 2  | 3  | 4  | 5  | 6  | 7  |
| 8   | 9  | 10 | 11 | 12 | 13 | 14 |
| 15  | 16 | 17 | 18 | 19 | 20 | 21 |
| 22  | 23 | 24 | 25 | 26 | 27 | 28 |

| 3월 |    |    |    |    |    |    |
| 일  | 월 | 화 | 수 | 목 | 금 | 토 |
| 1   | 2  | 3  | 4  | 5  | 6  | 7  |
| 8   | 9  | 10 | 11 | 12 | 13 | 14 |
| 15  | 16 | 17 | 18 | 19 | 20 | 21 |
| 22  | 23 | 24 | 25 | 26 | 27 | 28 |
| 29  | 30 | 31 |    |    |    |    |

| 4월 |    |    |    |    |    |    |
| 일  | 월 | 화 | 수 | 목 | 금 | 토 |
|     |    |    | 1  | 2  | 3  | 4  |
| 5   | 6  | 7  | 8  | 9  | 10 | 11 |
| 12  | 13 | 14 | 15 | 16 | 17 | 18 |
| 19  | 20 | 21 | 22 | 23 | 24 | 25 |
| 26  | 27 | 28 | 29 | 30 |    |    |

| 5월 |    |    |    |    |    |    |
| 일  | 월 | 화 | 수 | 목 | 금 | 토 |
|     |    |    |    |    | 1  | 2  |
| 3   | 4  | 5  | 6  | 7  | 8  | 9  |
| 10  | 11 | 12 | 13 | 14 | 15 | 16 |
| 17  | 18 | 19 | 20 | 21 | 22 | 23 |
| 24  | 25 | 26 | 27 | 28 | 29 | 30 |
| 31  |    |    |    |    |    |    |

| 6월 |    |    |    |    |    |    |
| 일  | 월 | 화 | 수 | 목 | 금 | 토 |
|     | 1  | 2  | 3  | 4  | 5  | 6  |
| 7   | 8  | 9  | 10 | 11 | 12 | 13 |
| 14  | 15 | 16 | 17 | 18 | 19 | 20 |
| 21  | 22 | 23 | 24 | 25 | 26 | 27 |
| 28  | 29 | 30 |    |    |    |    |

| 7월 |    |    |    |    |    |    |
| 일  | 월 | 화 | 수 | 목 | 금 | 토 |
|     |    |    | 1  | 2  | 3  | 4  |
| 5   | 6  | 7  | 8  | 9  | 10 | 11 |
| 12  | 13 | 14 | 15 | 16 | 17 | 18 |
| 19  | 20 | 21 | 22 | 23 | 24 | 25 |
| 26  | 27 | 28 | 29 | 30 | 31 |    |

| 8월 |    |    |    |    |    |    |
| 일  | 월 | 화 | 수 | 목 | 금 | 토 |
|     |    |    |    |    |    | 1  |
| 2   | 3  | 4  | 5  | 6  | 7  | 8  |
| 9   | 10 | 11 | 12 | 13 | 14 | 15 |
| 16  | 17 | 18 | 19 | 20 | 21 | 22 |
| 23  | 24 | 25 | 26 | 27 | 28 | 29 |
| 30  | 31 |    |    |    |    |    |

| 9월 |    |    |    |    |    |    |
| 일  | 월 | 화 | 수 | 목 | 금 | 토 |
|     |    | 1  | 2  | 3  | 4  | 5  |
| 6   | 7  | 8  | 9  | 10 | 11 | 12 |
| 13  | 14 | 15 | 16 | 17 | 18 | 19 |
| 20  | 21 | 22 | 23 | 24 | 25 | 26 |
| 27  | 28 | 29 | 30 |    |    |    |

| 10월 |    |    |    |    |    |    |
| 일   | 월 | 화 | 수 | 목 | 금 | 토 |
|      |    |    |    | 1  | 2  | 3  |
| 4    | 5  | 6  | 7  | 8  | 9  | 10 |
| 11   | 12 | 13 | 14 | 15 | 16 | 17 |
| 18   | 19 | 20 | 21 | 22 | 23 | 24 |
| 25   | 26 | 27 | 28 | 29 | 30 | 31 |

| 11월 |    |    |    |    |    |    |
| 일   | 월 | 화 | 수 | 목 | 금 | 토 |
| 1    | 2  | 3  | 4  | 5  | 6  | 7  |
| 8    | 9  | 10 | 11 | 12 | 13 | 14 |
| 15   | 16 | 17 | 18 | 19 | 20 | 21 |
| 22   | 23 | 24 | 25 | 26 | 27 | 28 |
| 29   | 30 |    |    |    |    |    |

| 12월 |    |    |    |    |    |    |
| 일   | 월 | 화 | 수 | 목 | 금 | 토 |
|      |    | 1  | 2  | 3  | 4  | 5  |
| 6    | 7  | 8  | 9  | 10 | 11 | 12 |
| 13   | 14 | 15 | 16 | 17 | 18 | 19 |
| 20   | 21 | 22 | 23 | 24 | 25 | 26 |
| 27   | 28 | 29 | 30 | 31 |    |    |

### 음양력 대조 일람
| 음력월 | 월건 | 대소 | 음력 1일의 양력 월일 | 음력 1일 간지 |
| ------ | ---- | ---- | -------------------- | ------------- |
| 1월    | 병인 | 소   | 2월 8일              | 신유          |
| 2월    | 정묘 | 대   | 3월 9일              | 경인          |
| 3월    | 무진 | 대   | 4월 8일              | 경신          |
| 4월    | 기사 | 소   | 5월 8일              | 경인          |
| 5월    | 경오 | 대   | 6월 6일              | 기미          |
| 6월    | 신미 | 소   | 7월 6일              | 기축          |
| 7월    | 임신 | 대   | 8월 4일              | 무오          |
| 8월    | 계유 | 소   | 9월 3일              | 무자          |
| 9월    | 갑술 | 대   | 10월 2일             | 정사          |
| 10월   | 을해 | 소   | 11월 1일             | 정해          |
| 11월   | 병자 | 대   | 11월 30일            | 병진          |
| 12월   | 정축 | 소   | 12월 30일            | 병술          |